# We are Dreamer
「We are Dreamer」（ウィー アー ドリーマー）は、Dream5の11枚目のシングル。2013年8月14日にエイベックス・マーケティング（現：エイベックス・ミュージック・クリエイティヴ）（avex traxレーベル）から発売された。

## 概要
- 前作「Hop! Step! ダンス↑↑」から約3ヵ月ぶりの発売となる。
- 当初「みんなで手をつなごう」というタイトルが発表されていたが、タイトルおよび表題曲の変更が発表された[1]。
- 収録曲「パラリルラ♪」は、アニメ『はなかっぱ』のエンディングテーマ。
- 収録曲「神様ヤーヤーヤー」は、アニメ『ダンボール戦機WARS』のエンディングテーマ。

## 収録内容

### ジャケットA
CD
1. We are Dreamer [4:20]
(作詞：Jam9 / 作曲：Jam9 & ArmySlick / 編曲：ArmySlick)
2. 神様ヤーヤーヤー [3:19]
(作詞：森月キャス / 作曲：吉田将樹 / 編曲：渡辺徹)
3. パラリルラ♪ [3:04]
(作詞・作曲：TSUKASA / 編曲：田辺恵二)
4. We are Dreamer(Instrumental) [4:19]
5. 神様ヤーヤーヤー(Instrumental) [3:19]
6. パラリルラ♪(Instrumental) [3:01]

DVD
1. We are Dreamer(Music Video)
2. We are Dreamer(振りビデオ)
3. パラリルラ♪(振りビデオ)
4. 神様ヤーヤーヤー(振りビデオ)

### ジャケットB
CD
1. We are Dreamer [4:20]
2. 神様ヤーヤーヤー [3:19]
3. パラリルラ♪ [3:04]
4. We are Dreamer(Instrumental) [4:16]

## タイアップ
| 曲名             | タイアップ先                                               |
| ---------------- | ---------------------------------------------------------- |
| We are Dreamer   | イトーヨーカドー「Dancin good day」TVCMソング              |
| パラリルラ♪      | NHK Eテレアニメ『はなかっぱ』エンディングテーマ            |
| 神様ヤーヤーヤー | テレビ東京系アニメ『ダンボール戦機WARS』エンディングテーマ |